# علي معتوق (لاعب كرة قدم ليبي)
علي معتوق هو لاعب كرة قدم ليبي، ولد في 4 يناير 1988 في سبها في ليبيا. لعب مع النادي الأهلي.